# Marc Siemons
Marc Siemons (Zundert, 20 november 1966 - aldaar, 17 april 2002) was een Nederlands wielrenner. Hij was beroepsrenner van 1990 tot 1993. Hij was de jongere broer van Jan Siemons en de vader van Vera Siemons. Hij heeft onder meer meegedaan aan de Ronde van Italië en overleed op 35-jarige leeftijd aan kanker.

## Resultaten in voornaamste wedstrijden
| Jaar | Ronde van Italië | Ronde van Frankrijk | Ronde van Spanje |
| ---- | ---------------- | ------------------- | ---------------- |
| 1991 | 111e             |                     |                  |
| 1992 |                  |                     |                  |

| Jaar | Ronde van Lombardije | Parijs-Tours |
| ---- | -------------------- | ------------ |
| 1991 |                      | 17e          |
| 1992 | 33e                  |              |

## Ploegen
- 1990 - TVM
- 1991 - TVM-Sanyo
- 1992 - TVM-Sanyo
- 1993 - La William-Duvel